# Сошник (земледелие)

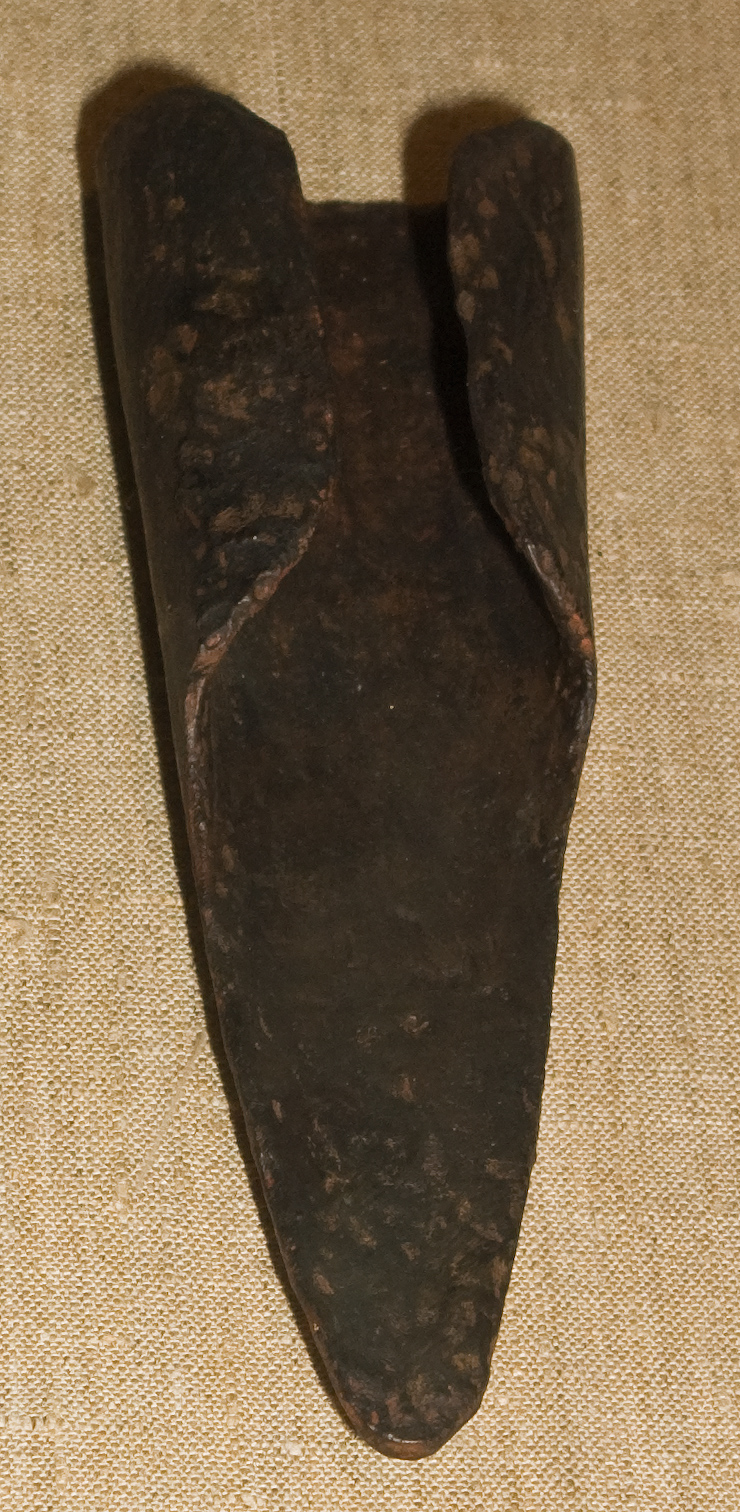
Железный сошник, археологические раскопки в Городище Городец. Лужский район, Ленинградская область. (Государственный музей истории Санкт-Петербурга)

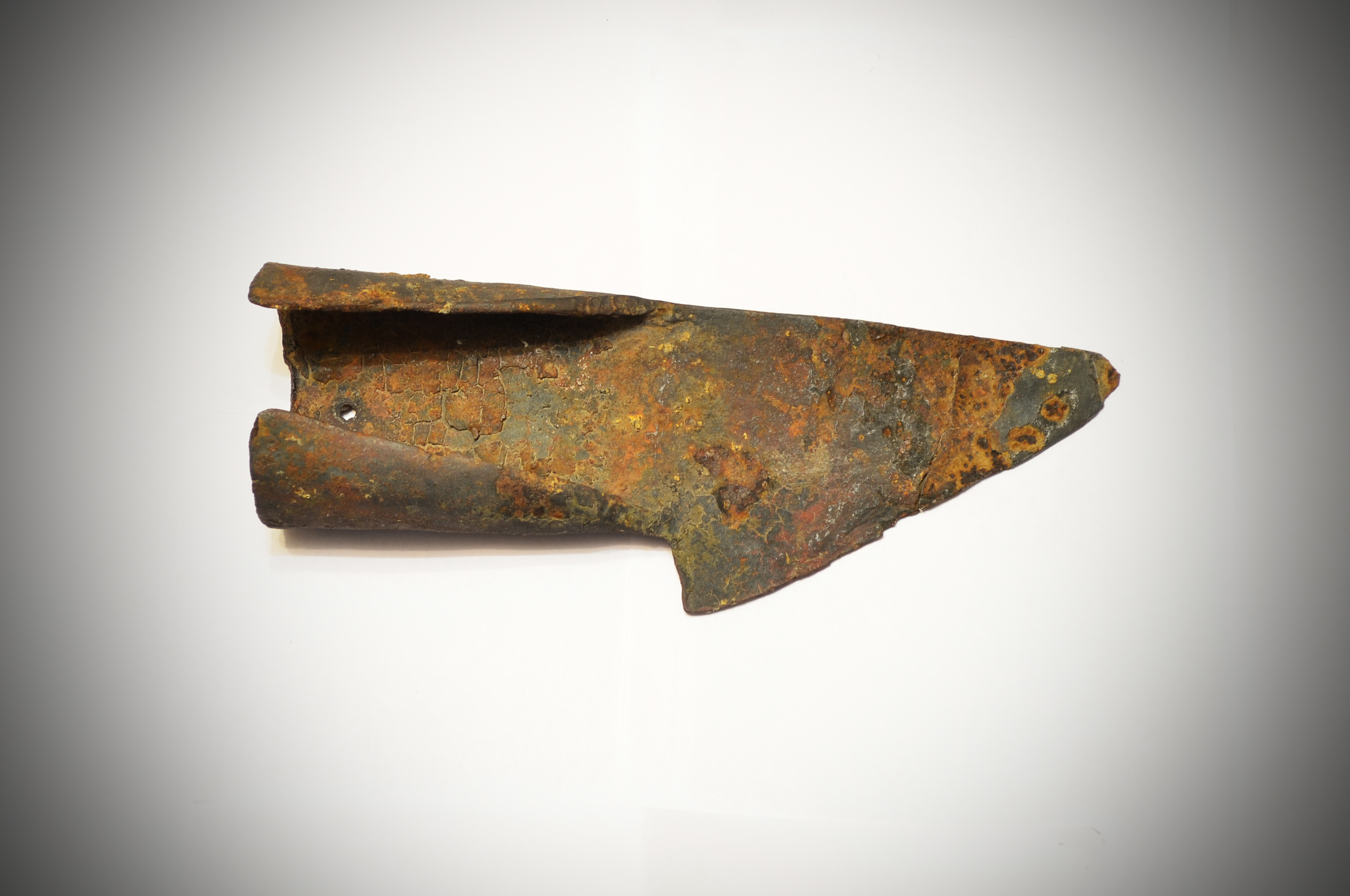
Сошник, Рязанская губерния.

Сошни́к (ральник, омеш) — режущая часть сохи, плуга, культиватора и других сельскохозяйственных орудий, предназначенная для взрыхления почвы. Сошник является острым наконечником, который подрезает пласт земли, проводя борозды.
Сошник плуга обычно называется лемехом.
На протяжении длительного времени лемех неоднократно усовершенствовали. Так, промышленная революция XVIII—XIX вв. привела к распространению стальных плугов, изготовленных фабричным способом. В начале 1980-х годов в Венгрии изобрели, запатентовали и начали производство самозатачивающегося лемеха (в конструкцию плуга были введены зубья, которые постоянно поддерживают острой режущую кромку).
Сошником называют также другие части сельскохозяйственных машин:
- приспособление в сеялке или посадочной машине, с помощью которого делается бороздка в пашне, производится высеивание семян или высаживание растений и засыпка семян землёй.
- навесное устройство к мотоблоку или мотокультиватору, используемому при работе с фрезами для регулировки глубины и скорости обработки почвы (другие названия «упор-ограничитель» и «тормозная шпора»[2])

Слово «сошник» происходит от названия одного из первых сельскохозяйственных орудий на Руси — сохи, название которой происходит от славянского корня, обозначающего остриё с развилкой (ср. сохатый — лось).